# 本願寺 (東京都府中市)
本願寺（ほんがんじ）は、東京都府中市にある浄土宗の寺院。

## 歴史
1516年（永正13年）、大久保彦四郎の開基である。彦四郎は現在の府中市立府中第四小学校にあった「薬師堂」を再建し、教誉良懐を開山として迎え寺院化した。1574年（天正2年）の第4世住職根阿円良のときに宮崎泰重が大久保家の旧宅（現在地）に移転し中興した。
境内には、宮崎泰重とその子孫の墓がある。

## 交通アクセス
- 武蔵野台駅より徒歩2分。